# Karl-Marx-Orden
Der 1953 gestiftete Karl-Marx-Orden war die bedeutendste und höchst dotierte staatliche Auszeichnung der DDR.

## Stiftungsgrund
Der Karl-Marx-Orden wurde am 5. Mai 1953 im Rahmen des in der DDR stattfindenden Karl-Marx-Jahres, des Jahres der 135. Wiederkehr der Geburt von Karl Marx sowie seines 70. Todestages, durch den Ministerpräsidenten der DDR Otto Grotewohl in einer Stufe gestiftet. Die Staatsführung würdigte durch die Stiftung des Ordens im damaligen Sprachgebrauch das Leben und Wirken des „größten Sohnes und bedeutendsten Wissenschaftlers des deutschen Volkes“ zur Verewigung seines Andenkens.
Im gleichen Zusammenhang wurde durch den Ministerrat der DDR beschlossen, die Stadt Chemnitz in Karl-Marx-Stadt und den Bezirk Chemnitz in Bezirk Karl-Marx-Stadt umzubenennen und der Universität Leipzig den Namen „Karl-Marx-Universität“ zu verleihen.

## Vorschlagswesen
Die Verleihung des Karl-Marx-Ordens erfolgte aufgrund von Vorschlägen von wissenschaftlichen, kulturellen oder gesellschaftlichen Institutionen der DDR an den Ministerrat. Dieser empfahl sodann die Verleihung des Ordens durch den Präsidenten der DDR, später Staatsratsvorsitzenden.

## Verleihungskreis und Verleihungsbedingungen
Der Karl-Marx-Orden konnte verliehen werden an Einzelpersonen, Kollektive, Institutionen, Betriebe und gesellschaftliche Organisationen in der DDR für besondere Verdienste beim planmäßigen Aufbau des Sozialismus. Später konnten auch Verbände, Truppenteile und Einrichtungen der bewaffneten Organe für hervorragende Verdienste geehrt werden. Insbesondere wurde der Karl-Marx-Orden verliehen:
- für hervorragende Verdienste vor dem ganzen deutschen Volke im Kampf um die Herstellung eines einheitlichen, demokratischen, unabhängigen und friedliebenden Deutschland, für besondere Verdienste um die Entwicklung und Stärkung der Nationalen Front des demokratischen Deutschlands. (Dieser Verleihungspunkt fiel in späteren Jahren weg.)

- für hervorragende Leistungen in der Pflege des klassischen deutschen Kulturerbes und der Gestaltung einer neuen deutschen Kultur, für die Entwicklung einer fortschrittlichen deutschen Wissenschaft und Kunst

- für hervorragende Leistungen auf dem Gebiet des planmäßigen Aufbaus des Sozialismus in der DDR; für besondere Verdienste um das ununterbrochene Wachstum und die stetige Vervollkommnung der sozialistischen Produktion auf der Basis der höchstentwickelten Technik

- für eine solche Tätigkeit, die hervorragende Ergebnisse in der Industrie, in der Landwirtschaft, im Verkehrswesen, im Handel und bei Erfassungsaktionen durch staatliche und genossenschaftliche Einrichtungen, Betrieb und Organisationen gezeitigt hatte

- für besondere Verdienste um die Festigung des Bündnisses der Arbeiterklasse mit der werktätigen Bauernschaft, um die Entwicklung der Landwirtschaft, für die Erzielung hoher Ernteerträge und hohe Ergebnisse der Viehzucht, für besondere Verdienste um die Entwicklung und Festigung der Landwirtschaftlichen Produktionsgenossenschaften

- für hervorragende Versuchsarbeiten, die bahnbrechend und beispielgebend für den weiteren Aufschwung der volkseigenen Wirtschaft waren

- für die Einführung technischer Verbesserungen und Neuerungen von staatswichtiger Bedeutung in der industriellen und landwirtschaftlichen Produktion, im Verkehrs- und Nachrichtenwesen sowie für hervorragende Erfindungen auf diesem Gebieten

- für besonders hervorragende Leistungen auf dem Gebiet der Organisierung der nationalen Verteidigung, für besondere Wachsamkeit zur Sicherung des Staates und seiner Einrichtungen sowie des sozialistischen Aufbaues gegen feindliche Anschläge unter besonders schwierigen Bedingungen sowie für die hervorragende Durchführung spezieller Aufträge auf diesen Gebieten

- für besonders hohe Leistungen auf dem Gebiet der Gesellschaftswissenschaften, vor allem in schöpferischen, selbständigen, hochwertigen Forschungsarbeiten auf diesem Gebiet, insbesondere für Verdienste um die Ausarbeitung der Geschichte des deutschen Volkes und der deutschen Arbeiterbewegung

- für hervorragende Leistungen auf dem Gebiet des Sozialwesens und des Gesundheitswesens, die von außerordentlich großer Bedeutung für die gesamte Bevölkerung waren, insbesondere auf dem Gebiet der wissenschaftlichen Forschung

- für außergewöhnlich große Verdienste in der Pflege und Förderung echter freundschaftlicher Beziehungen zur Sowjetunion, zu den anderen sozialistischen Staaten und allen friedliebenden Völkern der Welt sowie solcher Beziehungen von Angehörigen und Organisationen dieser Völker zur Deutschen Demokratischen Republik

## Aussehen und Trageweise
Der Karl-Marx-Orden besteht aus einem fünfzackigen, goldumrandeten Stern von rubinroter Farbe (größter Durchmesser 50 mm) auf einem Kranz aus Eichenblättern. Ein goldenes Medaillon in der Mitte des Sterns zeigt das Porträt von Karl Marx als Relief. Die Rückseite ist glatt. Die Zacken des Sterns sind ebenfalls rot gehalten und mit Gold eingefasst. Getragen wurde der Orden an einer weinroten pentagonalen Stoffspange an der linken Brustseite des Beliehenen zu Tagungen, zum 1. Mai, zum 8. Mai (Tag der Befreiung), 7. Oktober (Tag der Republik) oder sonstigen besonders außergewöhnlichen Anlässen wie Staatsakte oder Festsitzungen. Bei mehreren Orden und Ehrenzeichen wurde der Karl-Marx-Orden als höchstrangige inländische Dekoration stets am weitesten innen getragen. Die dazugehörige Interimspange ist von gleicher Beschaffenheit, zeigt jedoch zusätzlich mittig die Auflage eines goldenen Eichenblattes. Kollektive, die mit dem Karl-Marx-Orden ausgezeichnet wurden, trugen diesen in gestickter Bannerform an ihrer (Betriebs)fahne.

## Aberkennung und Rückgabe des Ordens
Der Karl-Marx-Orden konnte auf Vorschlag des Ministerrates dem Beliehenen auch wieder entzogen werden, insbesondere bei strafrechtlichen Verfolgungen mittlerer und schwerer Natur. Ferner wurde der Orden bei eingeleiteten parteiinternen Disziplinarverfahren, die zum Parteiausschluss, Wehrdienstentlassung oder Dienstgradherabsetzungen führten, entzogen. Der Karl-Marx-Orden, der einer Person verliehen wurde, die in der folgenden Zeit verstarb oder als verschollen galt, musste von den Hinterbliebenen an den Ministerrat der DDR zurückgegeben werden. Wurde eine Person postum oder nachdem sie verschollen war, mit dem Orden geehrt, so verblieb der Orden ebenfalls beim Ministerrat. Die Verleihungsurkunde wurde jedoch der Familie des Ausgezeichneten überreicht.

## Verleihungsprozedere
Die Verleihung des Karl-Marx-Ordens erfolgte auf Empfehlung des Ministerrates durch den Präsidenten der DDR, später durch den Staatsratsvorsitzenden im festlichen Akt. Die Auszeichnung verdienter Gruppen und Persönlichkeiten erfolgte dann üblicherweise anlässlich des 1. Mai (Internationaler Kampf- und Feiertag der Werktätigen) und des 7. Oktober (Tag der Republik) sowie aus besonderem Anlass. Eine Mehrfachauszeichnung war möglich. Neben dem Orden, wurde dem Beliehenen eine Verleihungsurkunde überreicht. Einzelpersonen belohnte man zudem mit einer Dotation von zuletzt 20.000 Mark.
Bei der sehr seltenen Verleihung des Ehrentitels Held der DDR wurde zugleich der Karl-Marx-Orden zuerkannt und eine Gesamtprämie von zuletzt 25.000 Mark gezahlt.

## Träger des Ordens (Auswahl)

Briefmarke (1961) der Deutschen Post der DDR: German Titow erhält von Walter Ulbricht den Karl-Marx-Orden

- 1953: Otto Grotewohl, Walter Ulbricht, Hermann Matern, Wilhelm Pieck, Wilhelm Zaisser, Olga Körner, Otto Buchwitz, Hermann Duncker, Helmut Lehmann, Rosa Thälmann, Luise Kähler, Hermann Schlimme, Otto Franke
- 1954: Freier Deutscher Gewerkschaftsbund
- 1956: Zeitung Neues Deutschland, Antonín Zápotocký, Wilhelm Koenen
- 1957: Erich Mielke, Josef Miller
- 1958: Josef Orlopp
- 1959: Wilhelmine Schirmer-Pröscher
- 1961: Alfred Kurella, German Stepanowitsch Titow
- 1962: Franz Dahlem, Herbert Warnke, Otto Winzer, Friedrich Heilmann
- 1963: Willy Rumpf, Karl Maron
- 1965: Paul Geisler, August Reitz, Anna Seghers, Hans Schaul, Otto Schön, „Einheit“ Berlin, Sammelmappe Arbeitsmaterialien zum Karl-Marx-Orden
- 1966: Helene Berg, Georg Stibi, Richard Stahlmann (eigentlich: Arthur Illner)
- 1967: John Heartfield, Karl Mewis, Wilhelm Kling
- 1968: Max Burghardt, Roman Chwalek, Auguste Cornu, Kurt Seibt, Frieda Sternberg, Hermann Storch
- 1969: Lotte Ulbricht, Erich Honecker, Jürgen Kuczynski, Hermann Matern, Albert Norden, Willi Stoph, Paul Verner, Anna Seghers, Regina Becker, Frieda Loch, Franz Bolck, Paul Dessau, Walter Felsenstein, Fritz Selbmann, Ludwig Renn
- 1970: Heinz Hoffmann, Erich Mückenberger, Erwin Kramer, Bruno Apitz, Harry Tisch, Otto Braun, Max Burghardt, Iwan Ignatjewitsch Jakubowski
- 1971: Jacques Duclos
- 1972: Klaus Gysi, Kurt Hager, Max Fechner, Erich Honecker, Max Spangenberg
- 1973: Ernst Albert Altenkirch, Friedrich Dickel, Ernst Goldenbaum, Erich Mielke, Fred Oelßner, Gerhard Danelius, Günther Jahn, Bernhard Quandt
- 1974: Leonid Breschnew,  Todor Schiwkow, Nähmaschinenwerk Wittenberge, Tierpark Berlin, Alexander Schalck-Golodkowski, Willi Stoph, Markus Wolf, Walter Arnold, Jurij Brězan, Walter Buchheim, Fritz Cremer, Charlotte Schröder, Günther Rienäcker, Charlotte Haubold, Rheinmetall Sömmerda, Straßen-, Brücken- und Tiefbaukombinat Halle/Saale, Marta Fischer, Walter Gorrish-Kaiser, Max Herm, Herbert Scheibe, Richard Wenzel, Josip Broz Tito, Arno Schimang, Karl-Heinz Bonin, VEB Geräte- und Werkzeugbau Wiesa[15]
- 1975: Edmund Collein, Horst Sindermann, Paul Wandel, Akademie der Wissenschaften der DDR, Josef Streit, Werner Eggerath, Walter Hähnel, Karl von Appen, Erich Pörschmann[16]
- 1976: Alois Bräutigam, Luise Ermisch, Wolfgang Junker, Günter Mittag, Werner Walde, Ernst Scholz, Paul Verner, Erweiterte Oberschule (EOS) „Karl Marx“ Halle-Neustadt, Lea Grundig, Karl Raab, Hermann Große, Alwin Günter, Wilhelm Knigge
- 1977: Hilde Benjamin, Kurt Hager, Erich Honecker, Margot Honecker, Erich Mielke, Friedel Malter, Ruth Werner, Institut für Lehrerbildung (IfL) Weißenfels, Richard Staimer, Gerónimo Arnedo Álvarez, Josip Broz Tito, Gaskombinat Schwarze Pumpe
- 1978: Werner Felfe, Hans Modrow, Joachim Herrmann, Hans-Joachim Hertwig, Elli Schmidt, Werner Krolikowski, Konrad Naumann, Elly Winter, Marie Torhorst, Hanna Wolf, Werner Schneidratus, Sigmund Jähn
- 1979: Horst Dohlus, Johannes Chemnitzer, Gerhard Grüneberg, Heinz Keßler, Peter Edel, Grete Groh-Kummerlöw, Werner Neumann (Fahrzeugbau Dresden), Erich Wichert, Erich Peter
- 1980: Heinz Hoffmann, Alfred Lemmnitz, Kurt Liebknecht, Siegfried Lorenz, Gerda Sucker, Frieda Krüger, Günther Jahn, Interflug
- 1981: Erwin Geschonneck, Günter Guillaume, Peter Florin, Albert Norden, Gerhard Schürer, Friedrich Karl Kaul, Antonie Wohlgemuth, Alfred Rohde
- 1982: Alexander Schalck-Golodkowski, Kurt Hager, Erich Honecker, Erich Mielke, Paul Scholz, Erich Paterna, Ernst Hoffmann, Josef Ledwohn
- 1983: Lotte Ulbricht, Gerhard Beil, Friedrich Dickel, Egon Krenz, Oskar Fischer, Theo Balden, Gerda Stern, Wilhelm Ehm, Wojciech Jaruzelski
- 1984: Adalbert Dessau, Alfred Neumann, Willi Stoph, 6. Flottille der Volksmarine, Manfred Wekwerth, Hans Lutter, Charlotte Loebinger, Kurt Diederich, Josef Kiefel
- 1985: Horst Dohlus, Friedrich Dickel, Heinz Hoffmann, Erich Honecker, Bruno Lietz, Erich Mückenberger, Josef Schleifstein, Ilse Thiele, Maria Rentmeister, Deutsche Volkspolizei[17]
- 1986: Heinrich Adameck, Gisela Glende, Lea Große, Günter Mittag, Josef Streit, Erich Hanke, Heinrich Homann
- 1987: Hilde Benjamin, Margot Honecker, Werner Jarowinsky, Helmut Koziolek, Ernst Mecklenburg, Erich Mielke, Heinz Wedler, Markus Wolf, Annelie Löblich, Willi Bürger, Arnold Zimmermann
- 1988: Manfred Gerlach, Joachim Herrmann, Kurt Seibt, Nicolae Ceaușescu, Georgi Atanassow, Kristin Otto, Karl-Eduard von Schnitzler, Hildegard Gurgeit, Alessandro Natta, Gustáv Husák, Clodomiro Almeyda, Herbert Fechner, Günter Pötschke, Moritz Mebel, Wolfgang Reinhold, Bernhard Quandt, Jaime Perez
- 1989: Günter Schabowski, Willi Stoph, Günther Wyschofsky, Herbert Weiz, Kurt Bachmann, Manfred Banaschak

## Rangfolge der staatlichen Auszeichnungen der DDR (Ausschnitt)
Für das Tragen von Auszeichnungen galt eine per Verordnung im Gesetzblatt der DDR festgelegte Rangfolge, in der sich auch die Wertigkeit der jeweiligen Ehrung widerspiegelte. An der der linken oberen Brustseite waren in folgender Reihenfolge zu tragen:
1. Medaille zum Ehrentitel  Held der DDR
2. Karl-Marx-Orden
3. Medaille zum Ehrentitel  Held der Arbeit
4. Stern der Völkerfreundschaft
5. Vaterländischer Verdienstorden
6. Banner der Arbeit
7. Scharnhorst-Orden
8. Blücher-Orden
9. Kampforden „Für Verdienste um Volk und Vaterland“